# Villa Delling

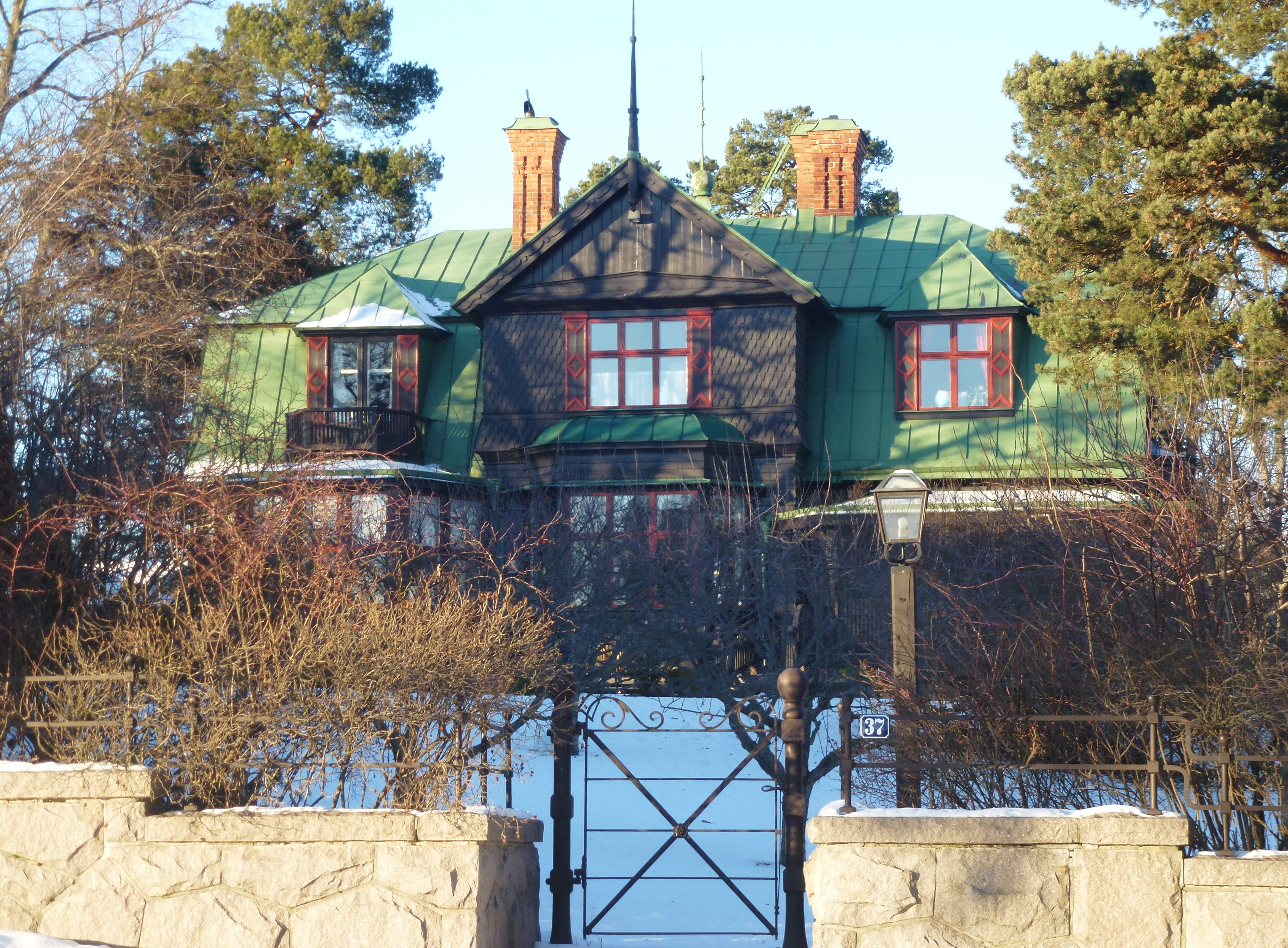
Villa Delling i januari 2014.

Villa Delling (även Arehns Woodlands) är en kulturhistoriskt värdefull byggnad i kvarteret Delling vid Strandvägen 37 / Slottsvägen 2  i Djursholm, Danderyds kommun. Villan uppfördes 1893 för ingenjören Gerhard Arehn efter ritningar av arkitekterna Kasper Salin och Gustaf Lindgren. Arehn kallade sin villa för ”Woodlands”. Byggnaden har år 2003 av Danderyds kommun klassats som ”omistlig” och omfattas i detaljplanen av q-bestämmelser.

## Omgivningen
I kvarteret Delling finns några av Djursholms arkitekturhistoriskt mest intressanta villor, i ålder spännande från 1890- till 1960-talet. På Strandvägen 43 i kvarteret Dellings norra del ligger Villa Delin, en närmast brutalistisk betongvilla ritad 1968 av Léonie Geisendorf. Vid Strandvägen 36 återfinns  Villa Grimberg, historikern Carl Grimbergs villa i 1920-talsklassicistisks stil signerad Carl-Otto Hallström.

## Villa Delling

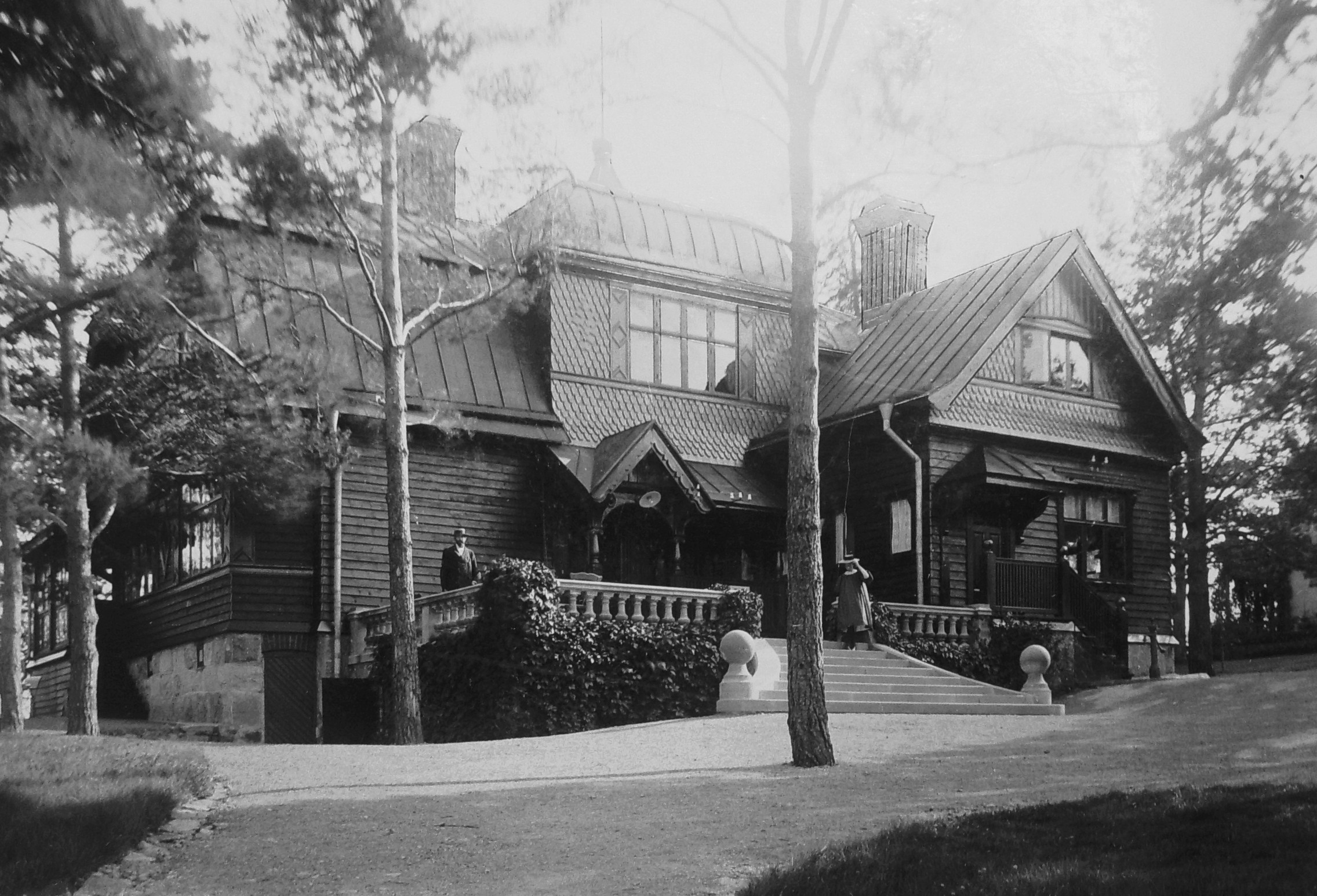
"Arehns Woodlands" på 1890-talet.

Betydligt äldre är Villa Delling i kvarterets södra del. Byggnaden vid Strandvägen 37 räknas som en av Djursholms bäst bevarade 1890-talsvillor med en arkitektur som var anpassad efter representativa behov. Villa Delling uppfördes 1893. Beställare var ingenjör Gerhard Arehn, ägare av AB Gerh. Arehns Mekaniska Verkstad i Stockholm, som tillverkade tändsticksmaskiner. 
För den arkitektoniska gestaltningen i tidstypisk nationalromantik stod arkitekterna Kasper Salin och Gustaf Lindgren. Huvudbyggnaden är uppförd i en våning med takvåning. Sockeln består av kvaderhuggen natursten. Villans fasader är klädda med brunmålad liggande träpanel och mönsterlagd spånpanel. Detaljer som fönster- och dörrsnickerier är målade i klarröd kulör. Glasverandan mot trädgården har profilsvarvade kolonner. Taken är täckta  med falsat plåt.
Interiört är villan väv bevarad. I hallen finns brunmålad pärlspontpanel med guldinläggningar.  Trappan är rikt profilerad. Väggarna i salongen är målade i fält och taket har utsmyckningar i stuck. På övervåningen finns tre kakelugnar. Boarean är 390 m² och tomtstorleken är 4 271 m².
Efter Gerhard Arehns död omkring år 1900 bodde hans änka Annie i huset fram till 1906.Då köptes villan av Nils Delin och den stannade i släktens ägo fram till 1990-talet. 1967 styckades en del av tomten av och på den avstyckade delen lät Anders och Ethel Delin bygga Villa Delin som ritades av Léonie Geisendorf. 
År 2011 såldes Villa Delling för 43 750 000 kronor.

## Bilder

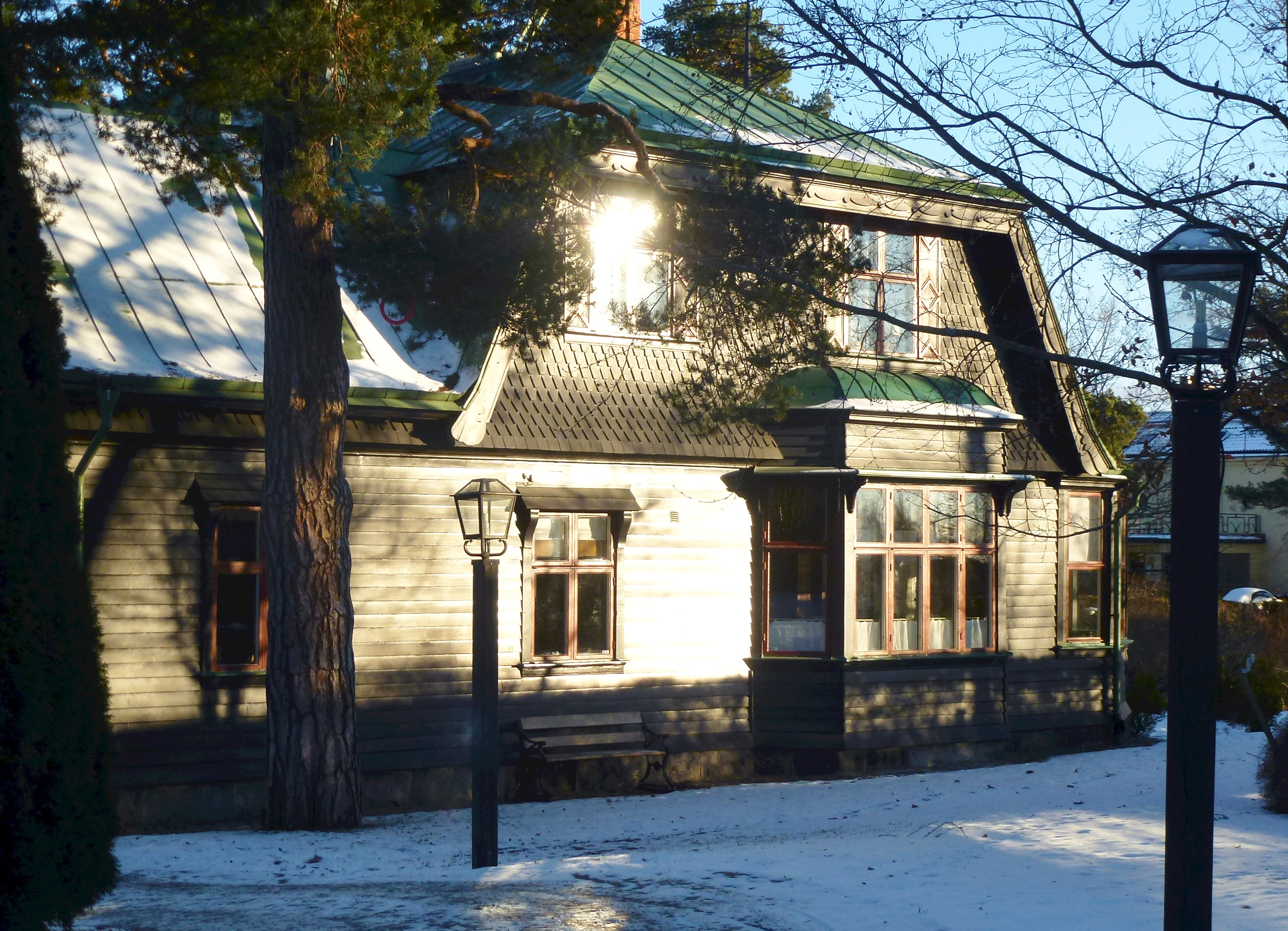
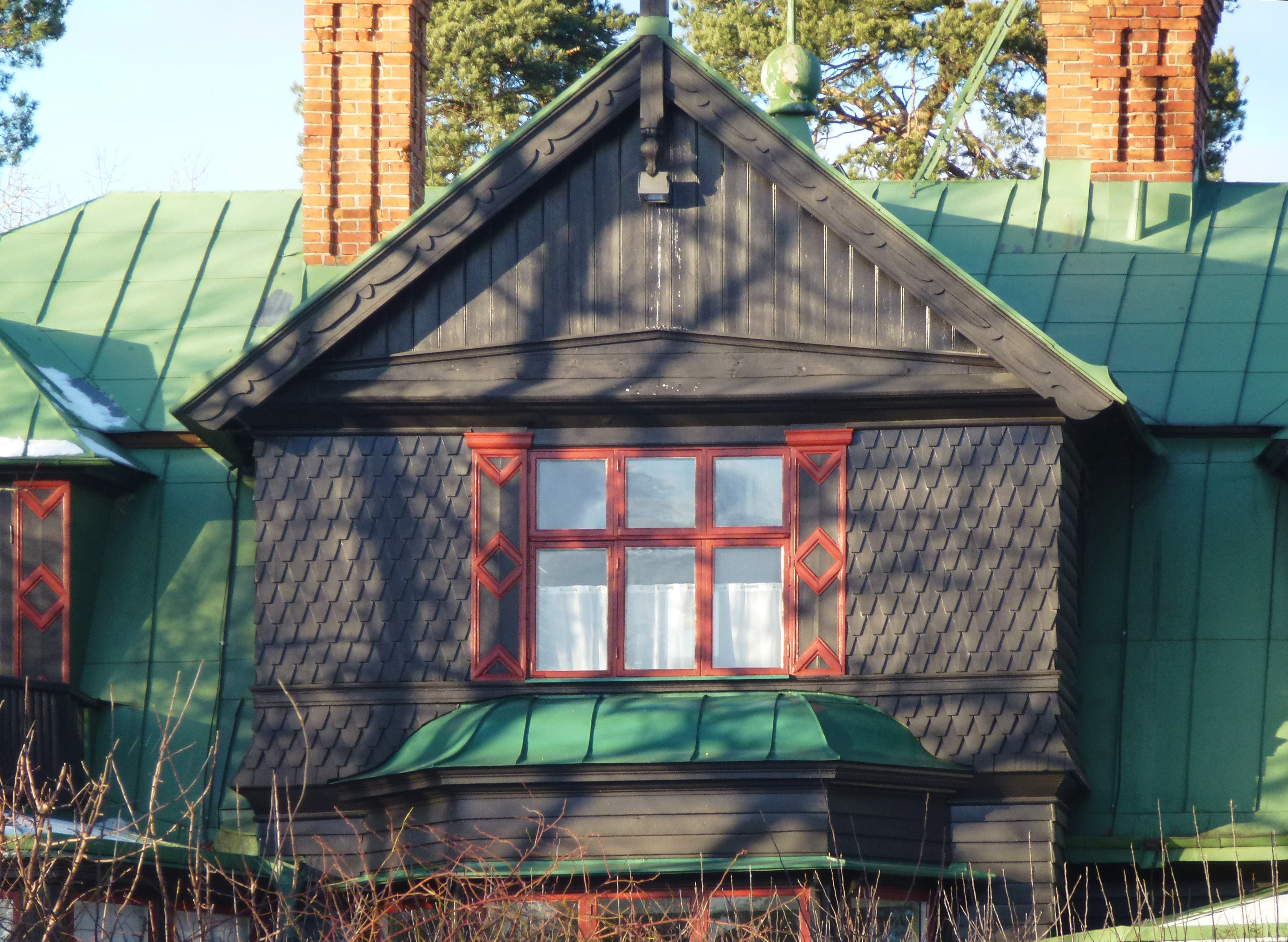
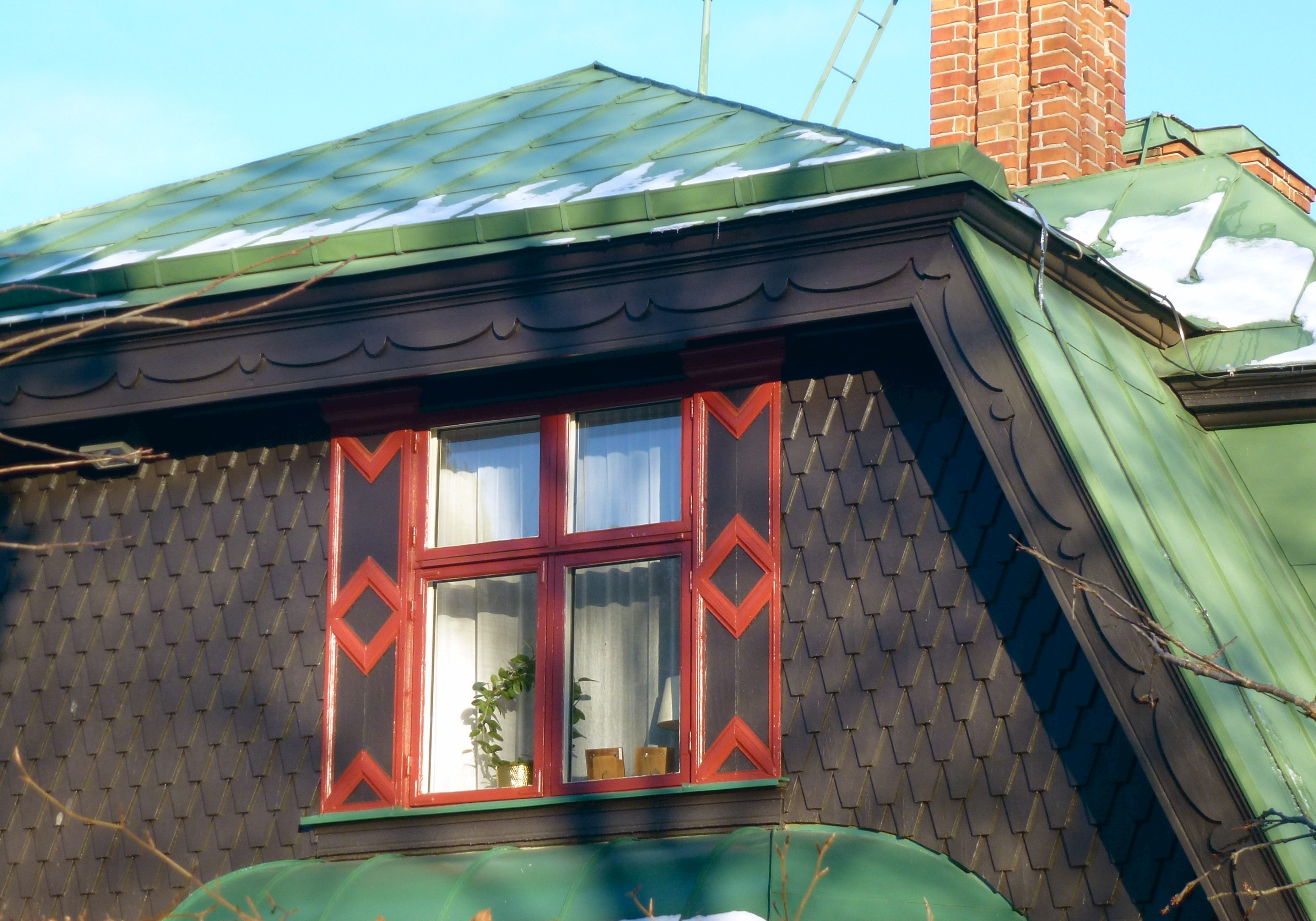
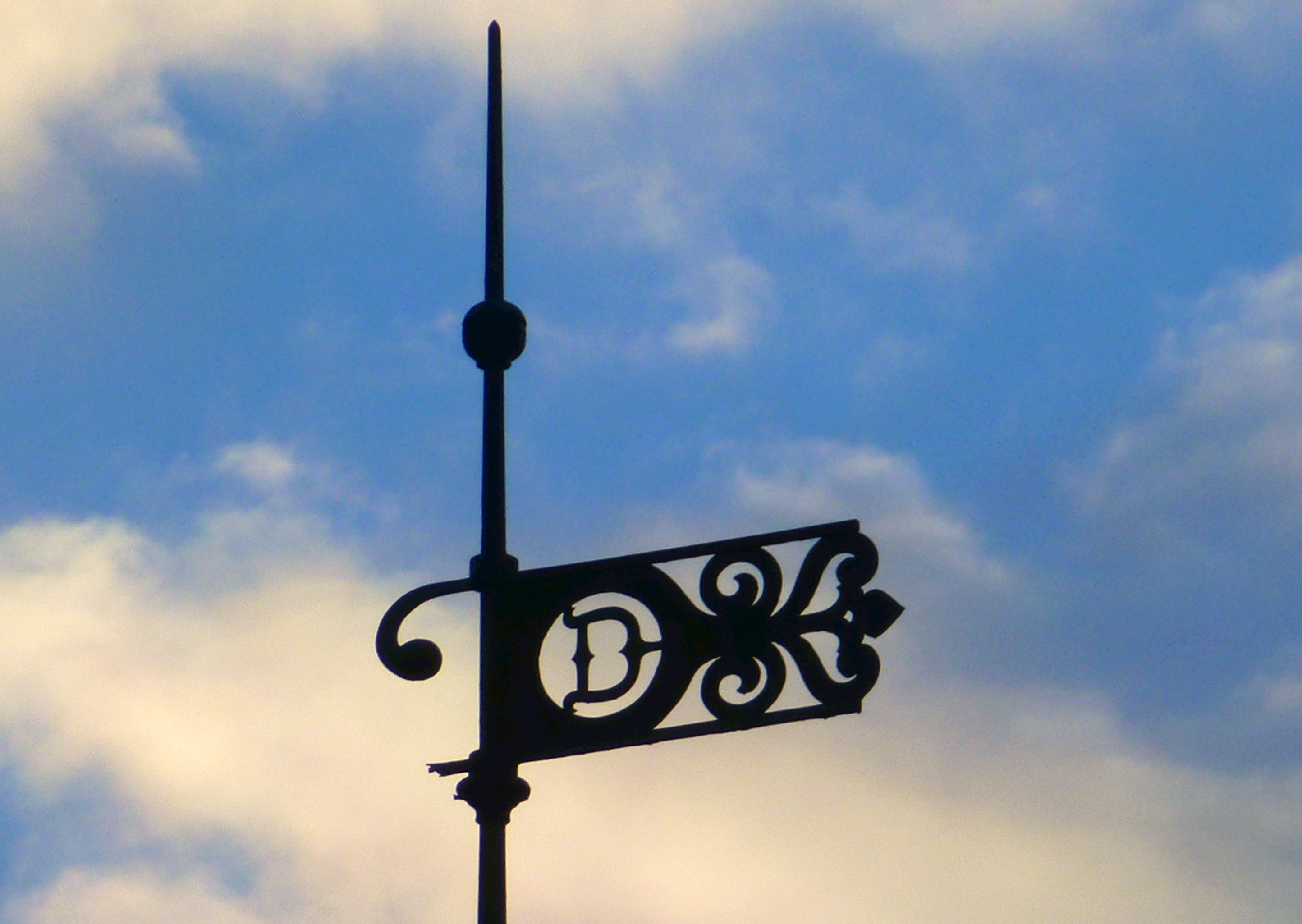